# Louis Treumann
Louis Treumann, nom de scène d'Alois Pollitzer (né le 3 mars 1872 à Vienne, mort le 5 mars 1943 dans le ghetto de Theresienstadt) est un chanteur d'opérette et acteur autrichien.

## Biographie
Alois Pollitzer est le fils de marchands juifs.
Au début de sa carrière, il tient essentiellement des rôles de figuration, il a vite des premiers rôles dans des petits théâtres en Allemagne et en Autriche. La grande percée a lieu en 1902 lorsqu'il est engagé au Carltheater dans Der Rastelbinder de Franz Lehár en compagnie de Mizzi Günther. Il prend le nom de Treumann en 1905. La première mondiale de La Veuve joyeuse en 1905, où il chante le rôle de Danilo, marque une étape importante dans sa carrière. Louis Treumann s'installe au Johann Strauss-Theater à Vienne. Des apparitions en Allemagne suivent plus tard. Mais le centre de son travail reste Vienne. On le voit principalement dans des pièces de théâtre de Franz Lehár.
Un scandale éclate lorsqu'il demande une chanson spécialement composée pour lui pour l'opérette de Lehár Der Mann mit den drei Frauen. Lorsqu'elle est refusée, il se déclare malade. La direction du théâtre du Theater an der Wien, Wilhelm Karczag et Karl Mathias Wallner, l'accuse de rupture de contrat et le fait même arrêter. Les fans, majoritairement féminins, se battent fortement pour sa libération.
Dans les années 1920, il joue dans des films.
En tant que Juif, avec la montée du nazisme, les opportunités de se produire en Allemagne et en Autriche sont de plus en plus difficiles. Il donne sa dernière représentation en 1935 avec Maja, après quoi il n'est plus autorisé à travailler.
En 1942, il est arrêté et emmené dans un camp de rassemblement. L'acteur Theo Lingen peut obtenir sa libération de prison à court terme. Mais peu de temps après, Louis Treumann est de nouveau arrêté et peut rester longtemps dans un camp de rassemblement à cause d'interventions d'autres artistes. Franz Lehár tente à plusieurs reprises d'user de son influence pour empêcher un transport.
Mais le 28 juillet 1942, Treumann, âgé de 70 ans, est finalement déporté à Theresienstadt avec sa femme Stefanie. Elle meurt à peine deux mois plus tard et sa mort plonge Louis Treumann dans une profonde dépression. Le 5 mars 1943, il meurt dans le camp de concentration de Theresienstadt.
En 1955, la Treummanngasse à Vienne-Hietzing porte son nom.

## Filmographie
- 1922 : Die Maske der Schuld
- 1926 : Der Rastelbinder
- 1929 : Le Légionnaire 67.82
- 1929 : Spiel um den Mann
- 1929 : Trust der Diebe
- 1929 : Danseuse de corde
- 1930 : Die Warschauer Zitadelle

## Source de la traduction
- (de) Cet article est partiellement ou en totalité issu de l’article de Wikipédia en allemand intitulé « Louis Treumann » (voir la liste des auteurs).

1. ↑  Louis Oster, Jean Vermeil, Guide raisonné et déraisonnable de l'opérette et de la comédie musicale, Fayard, 2008, 720 p. (ISBN 9782213645254, lire en ligne)
2. ↑  (de) Georg Markus, Im Spiegel der Geschichte : Was berühmte Menschen erlebten, Amalthea Signum Verlag, 2022, 304 p. (ISBN 9783903441026, lire en ligne)